# 山西晋东化工
山西北方晋东化工有限公司，其前身是始建于1938年的晋东化工厂(国营104厂)，位于山西省阳泉市，现隶属于中国兵器工业集团公司。

## 主要产品
北方晋东化工的主要产品有民用黑火药、烟花、ABS塑料箱包、建筑包装材料等。

## 大事
- 2008年3月3日，山西北方晋东化工有限公司原总经理单利亚被以受贿罪、巨额财产来源不明罪，判处有期徒刑15年；其妻子霍玉萍被以受贿罪，判处有期徒刑3年，缓期4年。[1]